# 莱茵布赖特巴赫
莱茵布赖特巴赫是德国莱茵兰-普法尔茨州的一个市镇。总面积6.58平方公里，总人口4492人，其中男性2211人，女性2281人（2011年12月31日），人口密度683人/平方公里。